# Бо, Харриадни
Харриадни Бо Фиппс (англ. Harriadnie Beau Phipps; род. 3 мая 1993) — британская фотомодель и посол бренда. Фигурировала во многих публикациях и многочисленном медиа-контенте с целью рекламы брендов и продуктов, включая Vogue , Elle, Ok! Extra magazine, FaceOn magazine, HMH Couture, Pia Michi Jensen Interceptor specialist Cropredy Bridge,, UK Tights, клуб «Sugar Hut», и «Anoosh». В 2012 она участвовала в качестве судьи на показе мод. Чтобы продвинуться в деле высокой моды она приняла участие в реалити-шоу «Единственный путь Эссекса». В 2012 году участвовала в рекламном продвижении словенского суперкара Tushek T500.